# Le Champ-près-Froges
Le Champ-près-Froges este o comună în departamentul Isère din sud-estul Franței. În 2009 avea o populație de 1.224 de locuitori.

## Evoluția populației
| An        | 1975 | 1982 | 1990  | 1999  | 2006  | 2009  |
| --------- | ---- | ---- | ----- | ----- | ----- | ----- |
| Populație | 701  | 924  | 1.008 | 1.158 | 1.201 | 1.224 |